# Ferdinand Martini (Mediziner)
Ferdinand Candidus Martini (* 8. Februar 1798 in Biberach an der Riß; † 28. Juli 1868 in Saulgau) war ein deutscher Mediziner.

## Leben
Ferdinand Candidus Martini war Sohn des Arztes Joseph Xaver Alexius Martini und hatte neun Geschwister. Die Brüder Ludwig Sebastian Martini und Eberhard Karl Martini wurden ebenfalls Ärzte, Karl Clemens Martini und Friedrich Martini gründeten ein Industrieunternehmen für Textilveredelung in Augsburg und Karl Anton Martini wurde Maler. Ferdinand, von seinem Vater vorgebildet, studierte an der Universität Tübingen und erhielt die Doktorwürde. Nachdem er die Staatsprüfungen sowie die Approbationsordnung bestanden hatte, durfte er eine Arztpraxis eröffnen, bildete sich jedoch zunächst anderthalb Jahre in Wien weiter. Daneben erhielt er allerdings doch die Leitung einer Praxis.
Rasch jedoch entschied er sich, wieder in seine Heimat zurückzukehren, obwohl die Wiener Bevölkerung damit nicht einverstanden war und Martini selbst es später bereute. 1821 wurde er Amtsarzt in Isny und vier Jahre darauf Oberamtsarzt zu Saulgau. Unter anderem wegen seiner Tätigkeit als Augenarzt schätzte man ihn. Zum Landtagsabgeordneten des Oberamtsbezirks Leutkirch wählte man ihn 1845.
Martini verstarb im Alter von 70 Jahren.

## Werke
- Die normalen Absonderungsflüssigkeiten der Schleimhautorgane als die bisher unbekannten Ursachen der meisten und tödtlichsten innerlichen Krankheiten und der meisten Epidemieen, zugleich Grundzüge eines natürlichen Systemes der Entzündungen und Fieber
- Von dem Einflusse der Secretionsflüssigkeiten auf den menschlichen Körper im Allgemeinen und von dem Einflusse insbesondere der Thränen auf das menschliche Auge, ein Beitrag zur Kenntniß der animalischen Gifte (zwei Teile; Konstanz 1843/1844)
- De l’influence générale des sécrétions sur l’économie animale etc. (1843)
- Ueber das Wesen der Cholera (Augsburg 1850)